# Ernst von Khuon
Ernst von Khuon-Wildegg (* 11. August 1915 in Pasing; † 31. Januar 1997 in München) war ein deutscher Hörfunk- und Fernsehjournalist, Chefreporter des Südwestfunks sowie Autor von Sachbüchern und Romanen.

## Leben
Nach einem Privatstudium der Kultur- und Technikgeschichte war Ernst von Khuon seit 1935 Wissenschaftsreporter beim Reichssender München. Von 1939 bis 1945 war er Kriegsberichter bei der Luftwaffe als Angehöriger einer Propagandakompanie.
Nach dem Krieg war er zunächst Fachkorrespondent für Wissenschaft und Technik beim Südwestfunk (seit 1948), anschließend (von 1963 bis 1977) SWF-Chefreporter für Hörfunk und Fernsehen und wohnhaft in Deisenhofen (Oberhaching). Er erhielt zahlreiche Preise und Auszeichnungen. Neben der journalistischen Arbeit verfasste er mehrere Hörspiele und Hörfolgen, Dokumentarfilme, populärwissenschaftliche Sachbücher und Science-Fiction-Romane (u. a. Helium 1949, Hörspielfassung 1950). 1958 erstellte er gemeinsam mit Hubert von Bechtolsheim die Hörspielfassung des SF-Romans Die schwarze Wolke von Fred Hoyle.
Große Popularität erlangte von Khuon durch die Mondflugreportagen der ARD Ende der 1960er-/Anfang der 1970er-Jahre. Recht bekannt wurde auch das von ihm herausgegebene Buch Waren die Götter Astronauten?, in dem sich Wissenschaftler kritisch mit den Thesen Erich von Dänikens befassten. Dabei war von Khuon keineswegs ein eingeschworener Gegner grenzwissenschaftlicher Vergangenheitsforschung. So steuerte er z. B. 1976 ein freundlich-zustimmendes Vorwort zu Otto Mucks Bestseller Alles über Atlantis bei.
Ernst von Khuon starb 1997 im Alter von 81 Jahren. Seine letzte Ruhestätte befindet sich auf dem Friedhof von Oberhaching, Landkreis München.

## Veröffentlichungen
Bücher
- mit Alfred Lederle: Claus Kuon und seine Nachkommen: Eine Familiengeschichte. Maidl & Sohn, München 1947.
- Helium. Roman. Reich, München 1949.
- Gold auf dunklem Grund. Roman. Bertelsmann, Gütersloh 1955.
- Abenteuer unseres Jahrhunderts: Naturwissenschaftler und Techniker verwandeln die Welt. Mit einem Geleitwort von Otto Hahn. Stalling, Hamburg 1960.
- gestern vor tausend jahren: Reisen in die Vergangenheit. Stalling, Hamburg 1961.
- Das Unsichtbare sichtbar gemacht. Econ, Wien 1968.
- Abenteuer Wissenschaft. Frankfurt 1968.
- mit Günter Siefarth: Mondflug in Frage und Antwort: Experten geben Auskunft. Schwann, Düsseldorf 1969.
- als Hrsg.: Waren die Götter Astronauten? Wissenschaftler diskutieren die Thesen Erich von Dänikens. Mit einem Nachwort von Erich von Däniken  (Wo meine Kritiker mich mißverstanden haben). Mit Texten von Ernst von Khuon (Einleitung: Kamen die Götter von anderen Sternen?), Ernst Stuhlinger, Joachim Illies, Siegfried Ruff und Wolfgang Briegleb, Wolfgang Fr. Gutmann, Jürgen Nienhaus, Harry O. Ruppe, Winfried Petri, Peter von der Osten-Sacken, Herbert W. Franke, Hermann Dobbelstein, Gunnar von Schlippe, Irene R. A. E. Sänger-Bredt, Herbert Kühn, Hellmut Müller-Feldmann und Maria Reiche. Econ, Düsseldorf 1970, ISBN 3-430-15382-4.
- Kulturen: Völker und Reiche vergangener Zeiten. Praesentverlag Peter, Gütersloh 1972.
- Diese unsere schöne Erde: Leben mit dem Fortschritt. Droemer-Knaur, München/Zürich 1979, ISBN 3-426-03605-3.

Hörspiele
- Raumstation I beherrscht die Erde. SWF 1953.